# Бертон, Арон
Арон Бертон (англ. Aron Burton; 15 июня 1938 года, Сенатобия, Миссисипи, США — 29 февраля 2016 года, Чикаго, Иллинойс, США) — американский блюзовый бас-гитарист, певец, автор песен. Номинант Blues Music Awards в категории «Блюзовый бас-гитарист» (1996—1998, 2000)..

## Биография
Арон Бертон родился в Миссисипи в 1938 году. С детства пел в нескольких церквях, потом вместе с двоюродным братом создал певческую группу Victory Travelers.
В 1955 году переехал в Чикаго. В 1956 году стал играть на бас-гитаре в группе Фредди Кинга; он же и купил Бертону первый инструмент. Оставался в группе Фредди Кинга до 1961 года, когда ушёл в армию. Вернувшись в 1965 году, стал играть с группой Baby Huey & the Babysitters, с 1969 по 1972 год работал с Джуниором Уэллсом, а также в 1970-е записывался как сайдмен, в частности с Кэри Беллом и Джон Литтлджоном. Тогда же он записал и выпустил свой первый сольный сингл Garbage Man. В конце 1970-х присоединился к своему брату Ларри Бертону, гитаристу группы Альберта Коллинза и стал одним из основателей Albert Collins And The Icebreakers, в 1977 году записался в альбоме-номинанте Грэмми Ice Pickin'. В 1979 году в Albert Collins And The Icebreakers он был заменён Джонни Би Гейденом, а Бертон продолжил карьеру сайдмена и постоянного бас-гитариста Alligator Records, записался в 1980-е с Фентоном Робинсоном, Валери Веллингтон, Джеймсом Коттоном, Эй Си Ридом. К тому времени он не оставил работу садовника парка Гарфилд в Чикаго, которым он работал к тому времени более двадцати лет. В 1990-е записывался с Биг Джеком Джонсоном, Эдди Клируотером и многими другими блюзовыми музыкантами, вновь выступал с Альбертом Коллинзом в частности 1992 году в Монтрё. В конце 1980-х и начале 1990-х в течение трёх лет жил и выступал в Европе.
В 1993 году выпустил свой первый сольный альбом, который представлял собой сборник его студийных записей с сессий в Дании, Швейцарии и Чикаго периода с 1986 по 1993 годы, который продемонстрировал возможности Бертона как лидера группы, а не сайдмена. Затем последовал ещё один концертный альбом и студийный альбом 1999 года Good Blues to You. В 1996 году номинировался на звание лучшего бас-гитариста Blues Music Awards и затем получал эту номинацию ещё трижды. Выступал почти на каждом Чикагском блюзовом фестивале с момента его основания в течение более чем тридцати лет. Ушёл с музыкальной сцены Чикаго примерно в 2014 году .
Арон Бертон умер 29 февраля 2016 года в Чикаго от сердечной недостаточности и диабета. 
«Арон был подвержен влиянию различных стилей музыки, включая r&b, соул, джаз и рок, в дополнение к его блюзовой и госпел-основе» .

## Дискография
| Год  | Название                | Лейбл            |
| ---- | ----------------------- | ---------------- |
| 1993 | Past, Present, & Future | Earwig Records   |
| 1996 | Aron Burton Live        | Earwig Records   |
| 1999 | Good Blues to You       | Delmark Records  |
| 2001 | The Cologne Sessions    | Schubert Records |